# Yunio Barrueta
Yunio Barrueta (Miami, 15 aprile 1993) è un cestista statunitense naturalizzato cubano.